# Колин Пауел
Колин Лутер Пауел (енгл. Colin Luther Powell; Њујорк, 5. април 1937 — Бетесда, 18. октобар 2021) био је 65. амерички државни секретар, који је на том месту био од 20. јануара 2001. до 23. јануара 2005. за време председника Џорџа Буша.
Оба Пауелова родитеља су били пола Јамајчани, пола Шкоти. Он је постао четврти највиши не-белац у историји владиних служби и први Афромериканац у извршној власти, а пре тога је био највиши Афроамериканац у војсци САД. Као генерал Војске САД, Пауел је такође служио као саветник за националну безбедност (1987—1989) и начелник здруженог генералштаба (1989—1993).
Према сведочењу Милана Ст. Протића (бившега амбасадора СРЈ у Вашингтону), Пауел је био блажег става према Србији и СРЈ него остали чланови администрације Џорџа Буша Млађег.